# Собор Святого Иосифа (Асмэра)

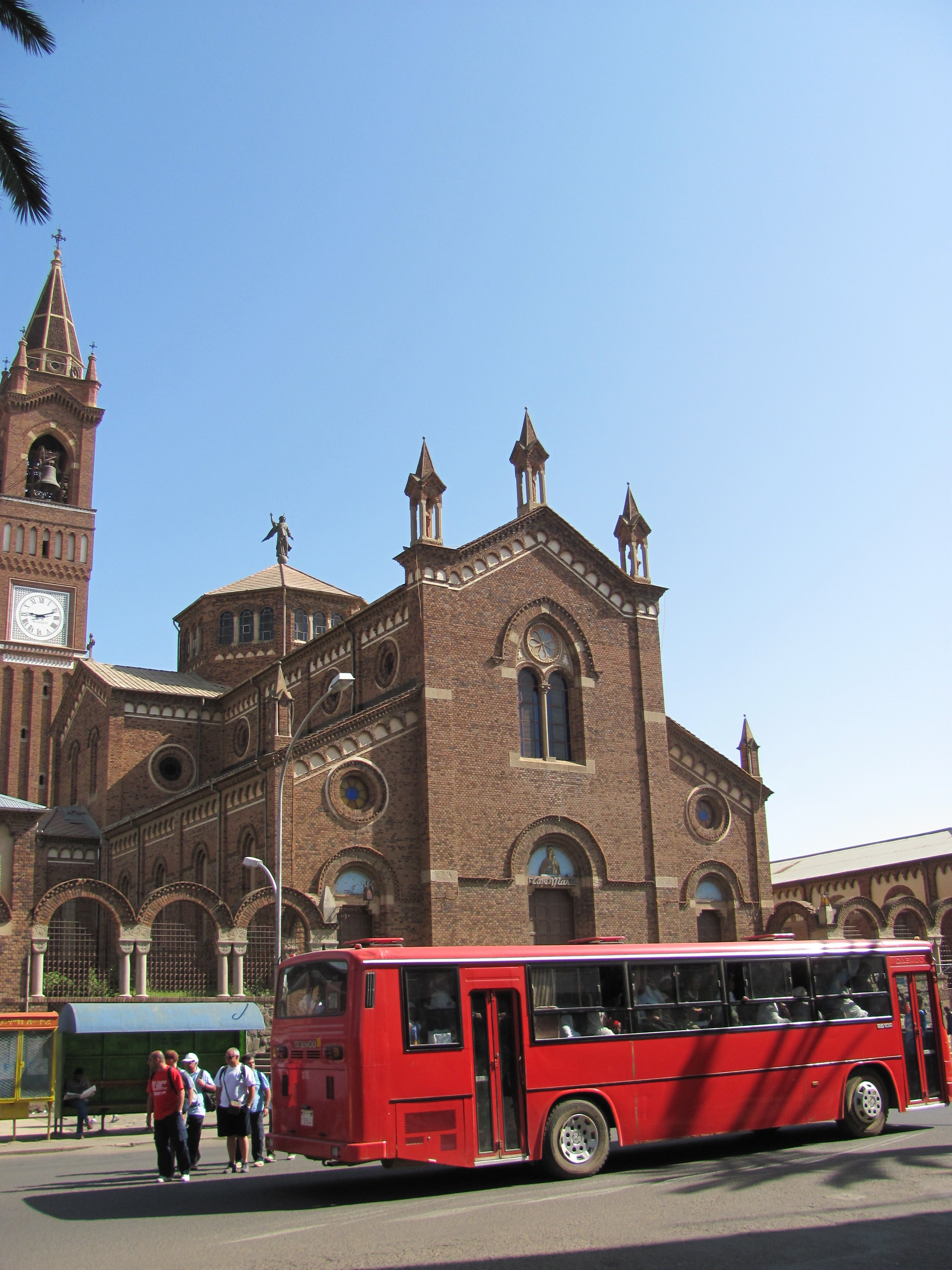
Собор святого Иосифа, Асмэра, Эритрея

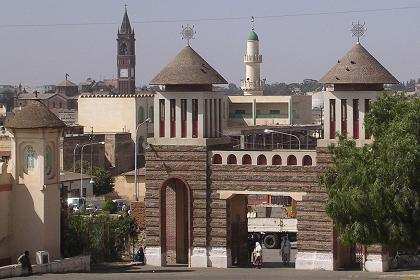
Собор святого Иосифа (слева)

Собор святого Иосифа — католическая церковь, находящаяся в Асмэре, Эритрея. Церковь святого Иосифа является кафедральным собором архиепархии Асмэры и главным храмом Эритрейской католической церкви.

## История
Первоначально на этом месте находилась церковь святого Марка, построенная в 1895 году по проекту итальянского архитектора Оресте Сканавини. Строительство новой церкви по проекту итальянского архитектора Марио Маццетти было начато в 1916 году. В 1922 году состоялось освящение храма.

## Архитектура
Здание церкви было построено в неороманском стиле в форме латинского креста по образцу романской архитектуры Ломбардии. На неоготической колокольне высотой 57 метров находятся часы, сделанные по образцу Вестминстерского дворца в Лондоне.
В помещениях церкви находятся школа и монастырь, построенные ещё при существовании первого храма святого Марка.